# Жданов, Владимир Сергеевич
Влади́мир Серге́евич Жда́нов (укр. Володимир Сергійович Жданов; 12 мая 1999, Ольгополь) — украинский военнослужащий, подполковник, участник российско-украинской войны. Герой Украины (2025).

## Биография
Владимир Жданов родился 12 мая 1999 года в селе Ольгополь Винницкой области. Его отец — офицер Вооружённых сил Украины. После окончания девяти классов Ольгопольской средней школы поступил в Киевский военный лицей имени Ивана Богуна, который окончил в 2016 году. Затем продолжил обучение в Военной академии в Одессе, которую окончил в 2020 году.
Службу начал в составе аэромобильно-десантного взвода, выполняя боевые задачи в зоне проведения ООС на востоке Украины. С началом полномасштабного вторжения России в Украину в 2022 году принимал участие в боях за города Счастье, Рубежное и Северодонецк. Во время боёв за Северодонецк получил ранение ноги, но после восстановления вернулся к службе.
В 2023 году был переведён в 1-ю Президентскую бригаду оперативного назначения «Буревий» Национальной гвардии Украины, где участвовал в боях на Купянском направлении. Позже возглавил 1-й батальон оперативного назначения «Форпост». В 2024 году под его командованием батальон участвовал в штурмовых действиях в Серебрянском лесу. 28 сентября 2024 года в результате танкового обстрела получил тяжёлое ранение, в результате которого потерял левую руку.

## Награды
- Звание «Герой Украины» с удостоением ордена «Золотая Звезда» (26 февраля 2025) — за личное мужество и героизм, проявленные в защите государственного суверенитета и территориальной целостности Украины, верность военной присяге[3].
- Орден Богдана Хмельницкого III степени (11 мая 2022) — за личное мужество и высокий профессионализм, проявленные в защите государственного суверенитета и территориальной целостности Украины, верность военной присяге[4].